# (4071) Rostovdon
(4071) Rostovdon – planetoida z pasa głównego asteroid okrążająca Słońce w ciągu 5 lat i 258 dni w średniej odległości 3,19 j.a. Została odkryta 7 września 1981 roku w Krymskim Obserwatorium Astrofizycznym w Naucznym na Półwyspie Krymskim przez Ludmiłę Karaczkinę. Nazwa planetoidy pochodzi od rosyjskiego miasta Rostów nad Donem, miejsca urodzenia odkrywcy. Przed nadaniem nazwy planetoida nosiła oznaczenie tymczasowe (4071) 1981 RD2.